# Acontia tetragonisa
Acontia tetragonisa là một loài bướm đêm trong họ Noctuidae.